# Castel Madama
Castel Madama är en ort och kommun i storstadsregionen Rom, innan 2015 provinsen Rom, i regionen Lazio i Italien. Kommunen hade 7 338 invånare (2018).